# رضا (فیلم)
رضا یک فیلم درام به کارگردانی علیرضا معتمدی است. این فیلم برای نخستین بار در سال ۱۳۹۶ در سی و ششمین دورهٔ جشنوارهٔ جهانی فیلم فجر به نمایش درآمد. نمایش عمومی فیلم از ۲۰ اسفند ۱۳۹۷ در گروه هنر و تجربه آغاز شده‌است.

## بازیگران
- علیرضا معتمدی در نقش رضا
- سحر دولتشاهی در نقش فاطی
- سولماز غنی
- رضا داوودنژاد
- ستاره پسیانی در نقش ویولت
- افسر اسدی

## بازخورد منتقدان
دبورا یانگ نویسندهٔ هالیوود ریپورتر که فیلم را در جشنوارهٔ جهانی فجر تماشا کرده در یادداشتی «ابتکار وسواس‌گونهٔ فیلم‌هایی مانند رضا» را «از نشانه‌های از نوگرایی سینمای ایران» دانسته‌است. او در ادامه طولانی‌شدن پلانهای فیلم را خسته‌کننده عنوان کرده‌است. مجید اسلامی فیلم را «از هیجان‌انگیزترین فیلم‌های اول» سال‌های اخیر سینمای ایران دانسته و طراحی صحنهٔ آن را «درخشان» توصیف کرده‌است.

## جوایز و نامزدی‌ها
| جشنواره                                        | بخش                    | جایزه                          | نتیجه    | منابع       |
| ---------------------------------------------- | ---------------------- | ------------------------------ | -------- | ----------- |
| جشنوارهٔ فیلم آنتروو بلفور ۲۰۱۹                 | فیلم‌های بلند بین‌المللی | جایزهٔ حمایت از توزیع سینه پلوس | برنده    | [ ۶ ] [ ۷ ] |
| بیستمین جشنوارهٔ فیلم بمبئی                     | مسابقهٔ بین‌الملل        | تقدیر ویژه                     | برنده    | [ ۸ ] [ ۹ ] |
| بیستمین جشنوارهٔ فیلم بمبئی                     | مسابقهٔ بین‌الملل        | جایزهٔ دروازهٔ طلایی             | نامزدشده | [ ۱۰ ]      |
| چهل و دومین جشنوارهٔ بین‌المللی فیلم سائو پائولو | مسابقهٔ کارگردانان جدید | بهترین فیلم                    | نامزدشده | [ ۱۰ ]      |
| نوزدهمین جشن دنیای تصویر                       | سینما                  | نشان عباس کیارستمی             | نامزدشده | [ ۱۱ ]      |